# Biedenbacher Woog
Der Biedenbacher Woog ist ein alter Stausee des Leinbachs im Pfälzerwald (Rheinland-Pfalz).

## Geographie
Der Woog, wie solche Stauseen in Südwestdeutschland meist genannt werden, liegt auf der Gemarkung der Ortsgemeinde Frankenstein auf etwa 235 m ü. NHN und ungefähr 2 km oberhalb der Einmündung des Leinbachs in den Hochspeyerbach. Wenige Meter unterhalb des Staudamms mündet von rechts der Bittenbach in den Leinbach, zwischen den beiden Gewässern ziehen sich als Naturdenkmal die Woogfelsen über 20 Höhenmeter den Berghang hinauf.

## Geschichte
Der Biedenbacher Woog wurde 1838 durch Errichtung eines Erdschüttdamms erbaut, um darin Scheitholz zu sammeln und zu dessen Trift die Wasserführung des Leinbachs vorübergehend zu erhöhen. Die aus Sandstein bestehende Fassung des Wehrs im Staudamm, mit dem der Abfluss reguliert werden kann, ist als Ritterstein Nr. 156 markiert. Die Trift transportierte das Scheitholz über Leinbach, Hochspeyerbach und Speyerbach in die waldarme Vorderpfalz, wo es dem Speyerbach zum Verbrauch entnommen wurde.
Die Anlage wurde als Stauwerk des Leinbachs in der Region bekannt, weil am Woogufer jedes Jahr im Sommer ein Triftfest stattfindet. Dabei lassen kostümierte „Triftknechte“ das alte Flößerhandwerk von vor 150 Jahren wieder lebendig werden.

## Eigenschaften
Mit etwa 270 m Länge bei maximal 10 m Breite ist der Biedenbacher Woog der zweitlängste von sechs Woogen des Leinbachs, sein Fassungsvermögen beträgt 6448 m³. Seitlich besitzt er eine Aufstiegshilfe für Fische, die nachträglich errichtet wurde.